# Jeannette Zwijnenburg-van der Vliet
Jeannette Zwijnenburg-van der Vliet (Hilversum, 17 mei 1958) is een Nederlands politicus van de VVD.

## Levensloop

### Politiek
Tussen 2000 en 2006 was Zwijnenburg gemeenteraadslid van de gemeente Woudrichem. In 2007 trad Zwijnenburg toe tot de Provinciale Staten van Noord-Brabant. Bij haar vertrek uit de Provinciale Staten ontving zij een Koninklijke onderscheiding vanwege haar inzet in het openbaar bestuur.
Zwijnenburg is op 21 oktober 2013 benoemd tot burgemeester van Haaren. Zij volgde Frans Ronnes op die met pensioen ging.
Tot haar burgemeesterschap was zij werkzaam bij Pensioenbureau Zwijnenburg en als buitengewoon ambtenaar van de burgerlijke stand van de gemeente Woudrichem. In december 2015 kwam Zwijnenburg in het nieuws vanwege aangifte van identiteitsfraude.
Op 6 januari 2019 deelde Zwijnenburg mee dat zij niet beschikbaar was voor herbenoeming na haar eerste termijn, die loopt tot 21 oktober 2019. In februari 2019 meldde Zwijnenburg zich ziek nadat alle wethouders het vertrouwen in haar hadden opgezegd. Kort daarna werd Yves de Boer benoemd als waarnemend burgemeester van de gemeente Haaren, die per 1 januari 2021 ophoudt te bestaan. 10 oktober 2019 nam zij afscheid van Haaren als burgemeester van Haaren.

### Persoonlijk
Zwijnenburg is getrouwd en heeft vier kinderen.